# Holaspis laevis
Holaspis laevis är en ödleart som beskrevs av  Werner 1895. Holaspis laevis ingår i släktet Holaspis och familjen lacertider. Inga underarter finns listade i Catalogue of Life.